# Puya riparia
Puya riparia är en gräsväxtart som beskrevs av Lyman Bradford Smith. Puya riparia ingår i släktet Puya och familjen Bromeliaceae. Inga underarter finns listade i Catalogue of Life.